# Pedro Inguanzo Rivero
Pedro Inguanzo Rivero (Llanes, 22 de desembre de 1764 - † Toledo, 30 de gener de 1836) va ser un eclesiàstic espanyol, que seria successivament Bisbe de Zamora i Arquebisbe de Toledo. També va ser proclamat cardenal pel papa Lleó XII.
Com era habitual en els grans eclesiàstics de la seva època, va participar en la vida pública i política. Triat Diputat per Astúries per a les Corts de Cadis 1810-1813 pel procediment de províncies ocupades pels francesos. La Junta Superior del Principat, establerta per lluitar la Guerra de la Independència, li encarregarà dels assumptes de Gracia i Justícia. En la seva activitat pública va representar les idees més conservadores, per exemple, manifestant-se en contra de l'abolició de la Inquisició.
Nomenat bisbe de Zamora el 1814. Promogut a arquebisbe de Toledo el 1824. Creat cardenal pel papa Lleó XII en el consistori del 20 de desembre de 1824. Va participar en el conclau de 1829, en el qual Pius VIII fou triat. També va participar en el conclave de 1830-1831, en el qual Gregori XVI és triat.
Després de la mort de Ferran VII (1833), la regent Maria Cristina de Borbó ha de recolzar-se en governs liberals "exaltats" per guanyar la Primera Guerra Carlista. Els governs liberals s'enfronten obertament a l'església catòlica, i exigeixen a Inguanzo jurament de lleialtat a la reina Isabel II, al qual inicialment es nega. El 1836 l'arquebisbe mor a Toledo, postergat de la vida pública per les seves idees polítiques, i retirat del món. Després de la seva defunció, i a causa de l'enfrontament entre els successius governs liberals i l'església, la vacant no es cobrirà fins a 1847.